# Halianthella
Halianthella is een geslacht van zeeanemonen uit de klasse van de Anthozoa (bloemdieren).

## Soorten
- Halianthella annularis Carlgren, 1938
- Halianthella kerguelensis (Studer, 1879)